# ناحیه تیسااوی‌واروش
ناحیهٔ تیسااوی‌واروش (به مجاری: Tiszaújvárosi járás) یک ناحیه در مجارستان است که در بورشود-آبااوی-زمپلن واقع شده‌است. ناحیهٔ تیسااوی‌واروش ۲۴۸٫۸۷ کیلومتر مربع مساحت و ۳۱٬۸۴۲ نفر جمعیت دارد.